# Amphisbetia bidens
Amphisbetia bidens is een hydroïdpoliep uit de familie Sertulariidae. De poliep komt uit het geslacht Amphisbetia. Amphisbetia bidens werd voor het eerst wetenschappelijk beschreven door Bale. 